# スリラー25周年記念リミテッド・ジャパニーズ・シングル・コレクション
『スリラー25周年記念リミテッド・ジャパニーズ・シングルコレクション（-しゅうねんきねん-）』(Thriller - 25th Anniversary Limited Japanese Single Collection)は、アメリカ合衆国のミュージシャン、マイケル・ジャクソンのボックス・セット。
CD7枚から成るボックス・セット。スリラー25周年記念盤の一つで日本限定で発売された。完全生産限定盤。
ジャクソンのアルバム、『スリラー』からのシングル・カット曲全7曲をCDにして紙ジャケット仕様で収納されている。ジャケットはシングルリリース時のレコード盤のジャケットを復刻しており、CDのレーベル面もレコード盤の印刷を復刻している。
このアルバムは、レコード盤のB面に収録されていた曲も入っているので初CD化音源となる曲もある。

## 収録曲

### Disc 1
1. ガール・イズ・マイン
2. 雨の中のダンス

### Disc 2
1. ビリー・ジーン
2. それが恋だから

### Disc 3
1. 今夜はビート・イット
2. ゲット・オン・ザ・フロアー

### Disc 4
1. スタート・サムシング
2. スタート・サムシング（インストゥルメンタル）

### Disc 5
1. ヒューマン・ネイチャー
2. ベイビー・ビー・マイン

### Disc 6
1. P.Y.T.
2. ワーキング・デイ・アンド・ナイト（ミックス）

### Disc 7
1. スリラー
2. シングス・アイ・ドゥ・フォー・ユー（ライヴ）